# 1721 Wells
1721 Wells este o planetă minoră (asteroid), cu un diametru de 43,576 km, din centura de asteroizi. A fost descoperită pe 3 octombrie 1953 la Observatorul Goethe Link⁠(d) de Indiana Asteroid Program⁠(d) și a fost numită după Herman B Wells⁠(d). 
Obiectul prezintă o orbită caracterizată de o semiaxă mare de 3,1468164 UAi, o excentricitate de 0,05, o înclinație de 16,122 ° în raport cu ecliptica.